# Steneosaurus
Genre
Espèces de rang inférieur
- † S. rostromajor Saint-Hilaire, 1825 (espèce type)
- autres espèces : voir paragraphe #Espèces

Steneosaurus est un genre fossile de crocodyliformes téléosauridés qui a vécu du Jurassique inférieur (plus précisément du Toarcien) à l'Albien du Crétacé inférieur.

## Historique et dénomination
Le genre Steneosaurus est décrit en 1825 par le paléontologue français Étienne Geoffroy Saint-Hilaire (1772-1844),.

## Taxinomie
Les espèces de ce genre sont traditionnellement classées en deux groupes de type de crânes : longirostres (long à mâchoires étroites) et brévirostres (court à larges mâchoires).

### Longirostres
- † S. rostromajor : (type) Europe de l’Ouest (France), Callovina

### Brévirostres
- † S. edwardsi: Europe  de l’Ouest (Angleterre  et France) Callovien et Oxfordien[3].

## Espèces
- † S. edwardsi Eudes-Deslongchamps, 1868
- †Steneosaurus megarhinus Hulke 1871[4].
- † S. rostromajor Saint-Hilaire, 1825 (espèce type)
- ... etc